# 1208 w polityce
Wydarzenia polityczne w 1208 roku.

## Wydarzenia
- 31 lipca - bitwa pod Filipopolis: decydujące zwycięstwo Cesarstwa Łacińskiego nad Bułgarami[1].Jakub I Zdobywca

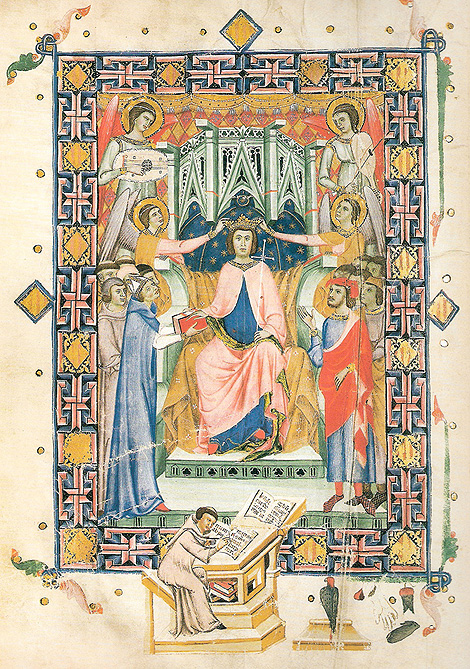
Jakub I Zdobywca

- Został zamordowany Filip Szwabski, władzę w Niemczech przejął Otto IV[2].
- Pojednanie między Władysławem Laskonogim a Władysławem Odonicem dzięki pośrednictwu Henryka Brodatego[3].
- Mord na Piotrze z Castelnau i ogłoszenie krucjaty przeciw katarom (albigensom)[2].

## Urodzili się
- 2 lutego Jakub I Zdobywca, król Aragonii[4][5][6].